# Кер (Гвадалахара)
Кер (ісп. Quer) — муніципалітет в Іспанії, у складі автономної спільноти Кастилія-Ла-Манча, у провінції Гвадалахара. Населення — 639 осіб (2010).
Муніципалітет розташований на відстані близько 41 км на північний схід від Мадрида, 9 км на захід від Гвадалахари.

## Демографія
Динаміка населення (INE ):

## Галерея зображень

Розташування муніципалітету у провінції Гвадалахара